# Албахари-Перишич, Рахела
Рахела Албахари Перишич (сербохорв. Rahela Albahari Perišić / Рахела Албахари Перишић; 1922, Сански-Мост — 21 апреля 2017, Белград) — югославская общественно-политическая деятельница еврейского происхождения, партизанка Народно-освободительной войны Югославии.

## Ранние годы
Рахела родилась в 1922 году в городе Сански-Мост, где проживала большая еврейская община. Её семья проживала в двухэтажном доме: собственно жильё было на втором этаже, а на первом была лавка отца и дяди Якоба. Дядя Якоб и его супруга Рена (тётя Рахелы по материнской линии) проживали в доме напротив семьи Рахели. Когда лавка перестала быть прибыльной, семья уехала в местечке Лушци-Паланка, а дядя Якоб с семьёй уехал в Сараево. В новом месте отец основал первую библиотеку и читальный зал, а также организовал небольшой коллектив тех, кто играл на мандолинах. Мать Рахелы помогала женщинам советами о ведении хозяйства и воспитании детей.
Со своими сёстрами Флорой и Юдитой Рахела пошла в местную начальную школу. Поскольку в Лушци-Паланке не было синагоги, вся семья ездила в Сански-Мост отмечать Рош ха-Шана, Суккот и Песах. В Сански-Мосте они останавливались у родственника по имени Аврам Мазалте Атияс. В школе Рахелу неоднократно оскорбляли по национальному признаку, называя её грубым словом «дживута», которым в Османской империи называли евреев и которое переводилось вольно как «дьявол». В 1930 году семья уехала в Дрвар, где был промышленный центр: там находились целлюлозно-бумажный завод и множество лесопилок. Албахари были единственной еврейской семьёй в том городе, но обрели множество друзей. Отец Рахелы приобрёл долю в местных предприятиях, что укрепляло финансовое положение семьи.
По окончании начальной школы Рахела с сёстрами уехала учиться в Баня-Луку, поскольку в Дрваре средних школ не было. Они жили у дяди Якоба и его супруги тёти Рены, переехавшими из Сараево. Отец Рахелы помогал Якобу, который разорился, материально. С сёстрами Рахела стала членом сионистского молодёжного кружка: в Баня-Луке была синагога сефардов, а также была школа, где изучали иврит и идиш, историю, песни, игры и организовывали встречи. В то время в Баня-Луку переехали многие евреи, бежавшие из Австрии от нацистов; ещё один дядя Рахелы, Соломон Леви, принял у себя многих беженцев.
Учебный 1940/1941 год Рахела провела в Приедоре, где сталкивалась с выпадками антисемита, профессора истории Мишковича, который симпатизировал фашистским движениям и доводил девушку до слёз. Её друзья — Света Попович, Йоца Стефанович и Милан Маркович — выступали в поддержку, говоря Рахеле, чтобы та не падала духом. Проблемным был и закон numerus nullus, который запрещал евреям получать дальнейшее образование. На учительском совещании директор школы попытался добиться исключения Рахелы, однако преподаватели физики Косовка, географии и литературы Джурович заступились за неё, предложив исключить того, кому было место в коммерческом училище или кто готовился к сдаче экзамена. Об этом инциденте Рахела узнала только в разгар войны от одного из преподавателей.

## Народно-освободительная война
В партизанском движении Рахель оказалась с начала войны, за что уже после победы была отмечена Партизанским памятным знаком 1941 года. После вступления немцев в Дрвар в концлагерь в Босански-Петроваце были брошены родители Рахелы, сестра Юдита и 11-летний брат Мориц. Рахела находилась у своей тёти. Усташи требовали арестовать Рахелу и бросить её в лагерь: она пыталась сбежать, однако была поймана и брошена в тюрьму, откуда её освободили местные сербы, взявшие под контроль временно Дрвар. Рахела после освобождения ушла в больницу своего дяди Соломона Леви в Дрвар помогать раненым, поскольку ещё до войны окончила курсы первой медицинской помощи.
Рахела была санитаркой Дрварского партизанского отряда, а с декабря 1943 года стала делегатом 10-й Краинской ударной бригады. Занималась деятельностью в Союзе коммунистической молодёжи Югославии и Женском антифашистском фронте, вела политическую подготовку молодёжи. Участница Первой земельной конференции Женского антифашистского фронта Югославии с 5 по 7 декабря 1942 года, организатор курсов фронта. Была знакома с такими деятельницами, как Мария Бурсач, Цана Бабович, Мира Морача, Боса Юринчич.
Во время налётов немцев и их союзников многие гражданские сбегали в панике из домов с детьми, но некоторые дети оставались. Рахела как боец 10-й бригады организовала эвакуацию детей, вывозя их в безопасное место и спасая от расправы. После войны детей распределили в построенный специально детский дом в Лике, а Рахелу наградили за это орденом «За храбрость». До конца войны она занималась и иными делами. Семья Рахелы должна была прибыть в Ясеновац, однако в Приедоре, пока поезд стоял на станции, они сбежали из-под стражи и скрылись затем в Сански-Мосту, пытаясь затем выйти в занятый итальянцами Дрвар. Родители, попав в контролируемый итальянцами Дрвар, тайно помогали партизанам, а сестра и брат вступили в ряды НОАЮ.
Из-за напряжения и голода Рахела перенесла пневмонию в 1944 году и была перевезена в больницу на освобождённой территории. Позже работала с молодёжью в Босански-Петроваце, Босанско-Грахово, Яйце и Травник. Занимала пост руководителя отделения Объединённого союза антифашистской молодёжи Югославии по Боснии и Герцеговине, занимаясь работой транспорта, перевозкой раненых, снабжению войск, а также учёту и образованию молодёжи. Об освобождении Белграда узнала, находясь в Бугойно.

## Послевоенные годы
После войны Рахела с семьёй встретилась в Сараево, а отец пообещал, что семья выкарабкается. Она продолжила учёбу, окончив гимназию. В 1943 году на строительстве дороги Брчко—Бановичи встретила серба Илию Перишича, служившего в авиации до войны; в 1950 году они поженились. Более того, за сербов вышли замуж и её сёстры: отец, изначально противившийся этому, принял выбор дочерей. Илия окончил военное училище, получив диплом политических наук, проработал в ВВС СФРЮ, уволился в звании генерал-полковника. Из Сараево семья переехала в Белград: Рахела окончила двухлетние курсы педагогического факультета, начала работу в Нише, где прожила семь лет со служившим мужем и работала в местном музее Народно-освободительной войны. В 1959 году семья вернулась в Белград: Рахела работала в Институте истории рабочего движения, через 10 лет вышла на пенсию. В 1974 году награждена Орденом Труда с Красным знаменем.
Скончалась 21 апреля 2017 года в Белграде.